# Wilhelm-von-Nassau-Kaserne
Die Wilhelm-von-Nassau-Kaserne in Diez an der Lahn wurde 1867 als Stadt-Kaserne errichtet. Sie diente zunächst bis 1871 der preußischen Armee, danach bis 1914 dem Heer des Deutschen Kaiserreichs sowie zwischen 1938 und 1945 der deutschen Wehrmacht. Ab 1957 war sie bis zu ihrer Aufgabe Ende 1993 ein Standort der Bundeswehr. Sie umfasste eine Fläche von 52.318 Quadratmetern. Auf dem Gelände befanden sich mehrere Unterkunfts-, Versorgungs- und Stabsgebäude, jedoch kein technischer Bereich. Zwischen 1957 und 1969 wurden hauptsächlich Nachschub- und Versorgungstruppen der Bundeswehr in der Kaserne untergebracht. Ab 1969 waren die Fernmelder der 5. Panzerdivision bis zu ihrem Umzug nach Koblenz im Oktober 1993 hier beheimatet.
Im Rahmen der Konversion des ehemaligen Kasernengeländes entstanden Bildungsstätten, Ämter und öffentliche Einrichtungen sowie Wohnungen.

## Bau und Stationierungsgeschichte

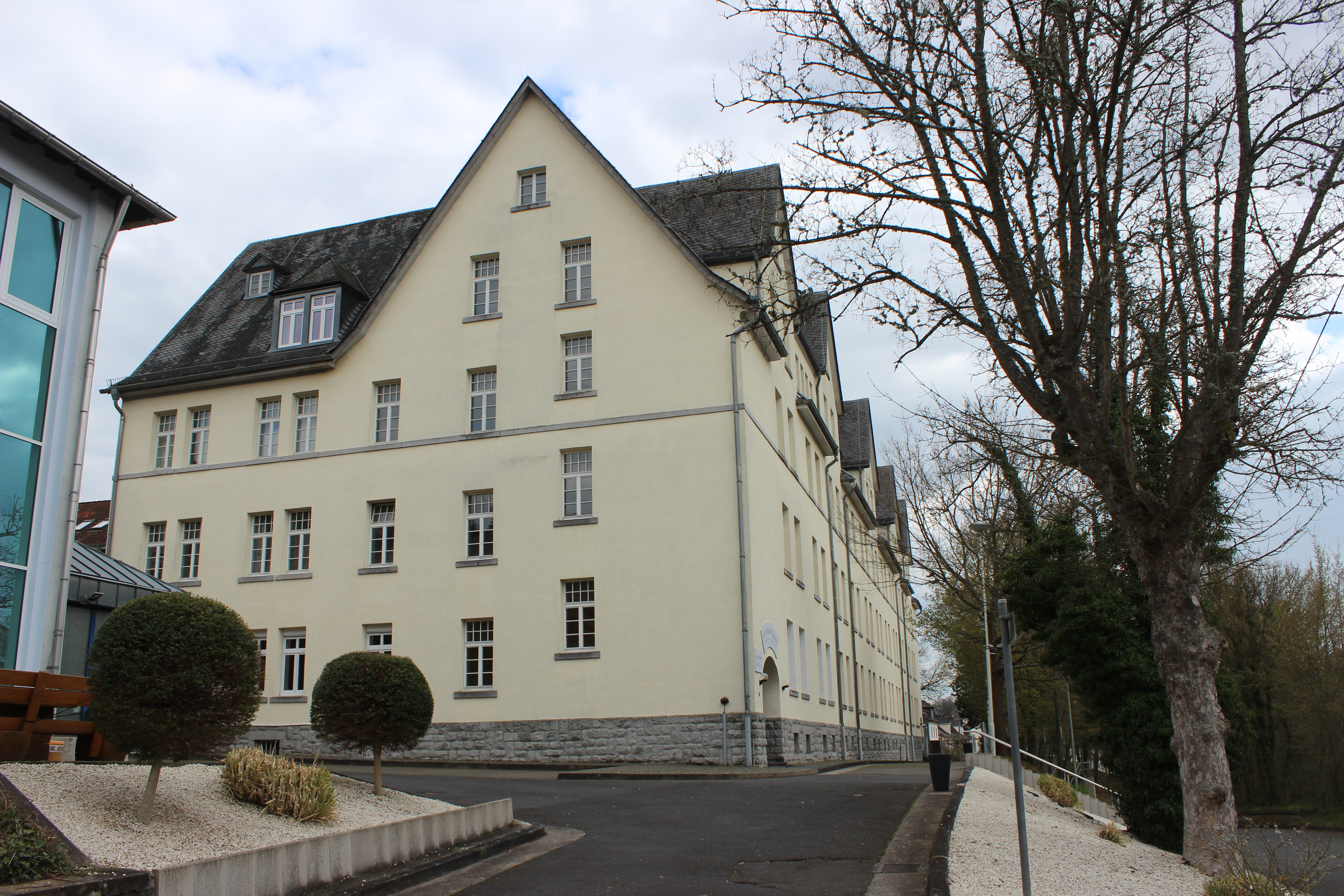
Gebäude der ehemaligen Wilhelm-von-Nassau-Kaserne Diez an der Lahn

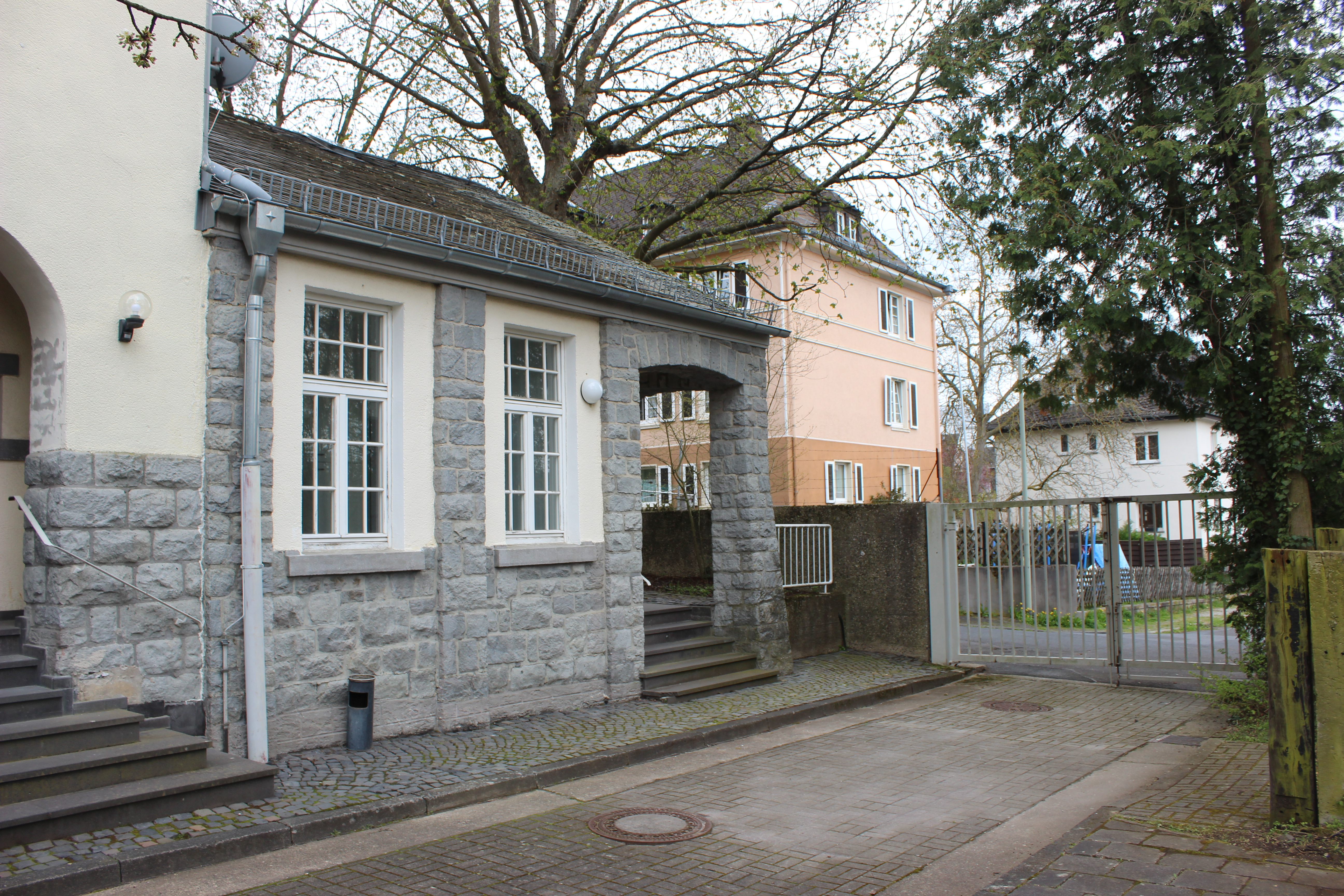
Weitere ehemalige Zufahrt zur Wilhelm-von-Nassau-Kaserne Diez an der Lahn

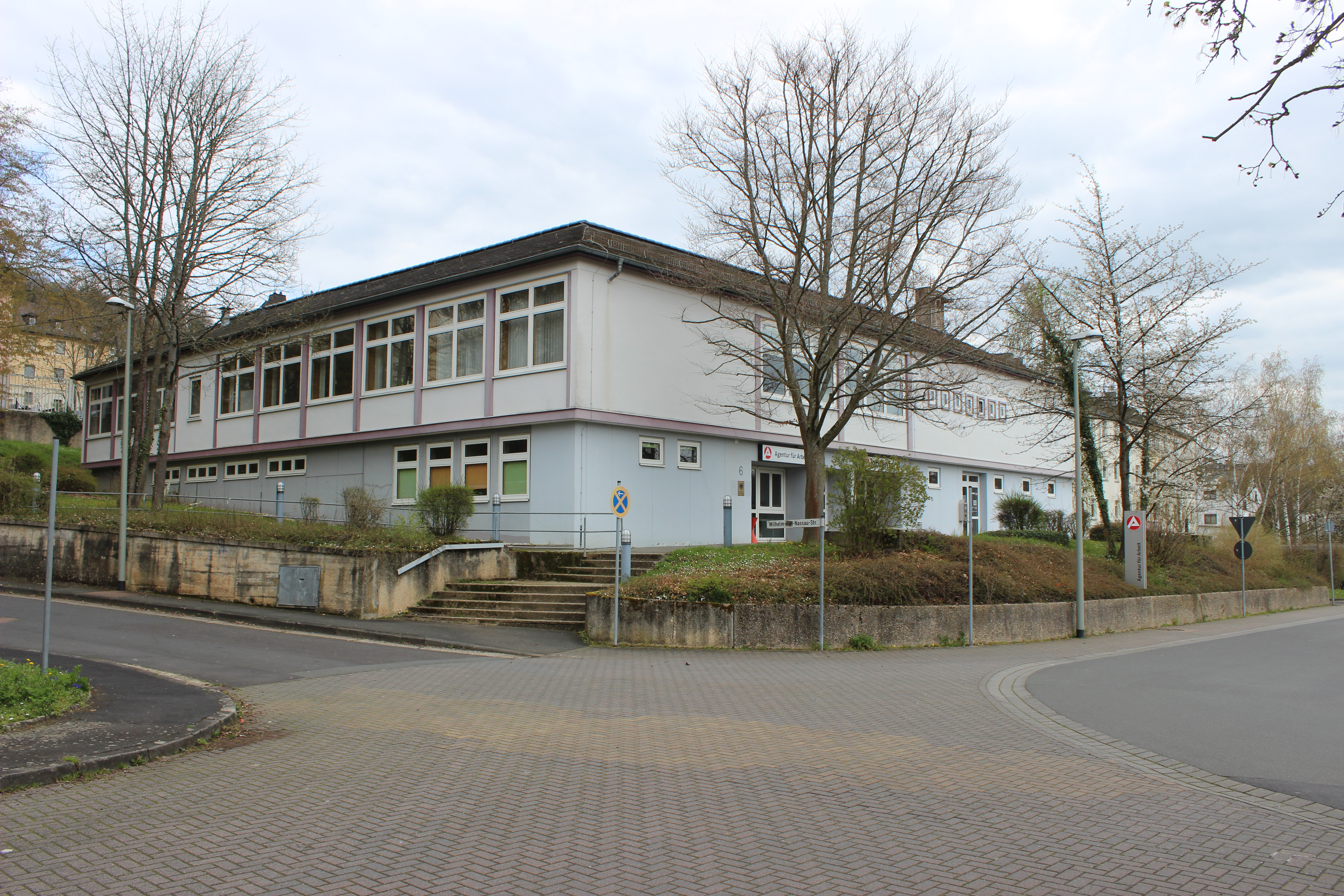
Gebäude der ehemaligen Wilhelm-von-Nassau-Kaserne in Diez an der Lahn

Obwohl seit einer Verfügung der Oraniensteiner Prinzessin Albertine im Jahre 1683 in Diez an der Lahn Soldaten stationiert waren, verfügte der Standort während eines langen Zeitraumes über keine Kaserne. Erst der am Beginn des 19. Jahrhunderts vorgenommene Umbau eines am Einfluss der Aar in die Lahn gelegenen und 1718 errichteten Fruchtspeichers bescherte der Stadt eine erste Kaserne, die heute als „Alte Kaserne“ bezeichnet wird. Nachdem Nassau an Preußen 1866 gefallen war, folgte 1867 bis 1868 der Bau der Stadt-Kaserne, die sich in der Nähe des Oraniensteiner Schlosses befand, in dem im selben Jahr eine preußische Kadettenanstalt eingerichtet wurde. Zudem waren in Diez bis zum Ausbruch des Ersten Weltkrieges wechselnd Einheiten untergebracht, darunter von 1867 bis 1871 das II. Bataillon des Füsilier-Regiment „von Gersdorff“ (Kurhessisches) Nr. 80, von 1871 bis 1877 das II. Bataillon des Infanterie-Regiment „von Horn“ (3. Rheinisches) Nr. 29, von 1877 bis 1883 das II. Bataillon des Infanterie-Regiment „von Goeben“ (2. Rheinisches) Nr. 28, von 1887 bis 1894 das II. Bataillon des 6. Rheinisches Infanterie-Regiment Nr. 68, von 1894 bis 1897 das II. Bataillon des 2. Nassauisches Infanterie-Regiment Nr. 88 und von 1897 bis 1914 das I. Bataillon des 9. Rheinisches Infanterie-Regiment Nr. 160. Zwischen 1903 und 1905 wurde die Stadt-Kaserne erweitert. In unmittelbarer Nachbarschaft entstand zwischen 1913 und 1915 die als Reichskaserne bezeichnete Truppenunterkunft und das Offizierskasino.
Im Ersten Weltkrieg war die Kaserne u. a. von 1915 bis 1917 mit einem Rekrutendepot des Infanterie-Regiment Nr. 91 belegt.
Am 20. Dezember 1918 marschierte das 4. Zuaven- und Schützenregiment der Französischen Armee in Diez ein und besetzten auch die Stadt-Kaserne. Sie blieben in der Stadt und zogen zwischen Ende 1927 und dem 1. Juli 1929 ab. Zunächst waren danach keine Soldaten in Diez stationiert. Während am 1. April 1934 die Nationalsozialisten eine „Nationalpolitische Erziehungsanstalt“ im Schloss Oranienstein als vormilitärische Ausbildungsstätte einrichteten, blieb die Stadt-Kaserne bis September 1938 durch die Wehrmacht ungenutzt. Zwischen dem 1. Oktober 1938 und dem 3. September 1939 wurde die Kaserne zur Unterkunft der Freiwilligen- und Reichsarbeitsdienst-Abteilung 1/253. Danach wurde die Panzerabwehrabteilung (E) Nr. 33, die Panzerjäger-Abteilung 263 und weitere Landesschützen- und Ersatzeinheiten hier untergebracht.
Nach dem Zweiten Weltkrieg besetzten erneut französische Truppen, zunächst das 46. Infanterieregiment, später das 32. Btl. de Genie bis 1956 die Kaserne, die in dieser Zeit den Namen De Gaulle trug.
Nach der Räumung der Kaserne durch die französische Armee wurde das Areal an die Bundeswehr übergeben, die zunächst den Komplex wieder unter dem Namen Stadt-Kaserne führte. Das Quartiermeisterbataillon 5 wurde 1957 in der Kaserne als Einheit der 5. Panzerdivision aufgestellt. Am 1. April 1959 wurde das Bataillon jedoch zum Versorgungsbataillon 156 umgegliedert, da nach der Heeresstruktur 2 auf Brigadeebene jeweils ein Versorgungsbataillon aufzustellen war. Gleichzeitig verlegte es ins Schloss Oranienstein. Das Bataillon war nun der Panzerbrigade 15 unterstellt. 1969 verlegte das Versorgungsbataillon 156 in die neu errichtete Alsberg-Kaserne nach Rennerod. Mit der Heeresstruktur III wurde das Versorgungsbataillon 156 im Jahre 1972 wieder aufgelöst sowie zum 1. Oktober die Nachschubkompanie 150 und die Instandsetzungskompanie 150 am Standort Rennerod gebildet. Beide Kompanien waren der Panzerbrigade 15 unterstellt. Sie verblieben dort bis zu ihrer Auflösung im Jahre 1993 (Instandsetzungskompanie 150) und 1994 (Nachschubkompanie 150).
Am 1. Februar 1957 wurde in der Kaserne das Feldzeugbataillon 516 aufgestellt. Es verlegte jedoch bereits 1958 in die Rhein-Kaserne nach Koblenz und wurde am 15. April 1959 in mittleres Instandsetzungsbataillon 420 umbenannt und nach Gießen verlegt.
Ab 1. Juli 1956 wurde in Andernach das Quartiermeisternachschubbataillon 907 mit Stabszug 907, Quartiermeisternachschubkompanie 929, Quartiermeisternachschubkompanie 934 und Quartiermeisterinstandsetzungskompanie 939 aufgestellt. Am 1. Februar 1957 erhielt das Bataillon seine Führung. Am 27. Februar 1958 wurde das Bataillon in Quartiermeisterbataillon 907 umbenannt und mit der Quartiermeisternachschubkompanie 929 und der Quartiermeisterinstandsetzungskompanie 939 nach Diez verlegt, wobei der Stab in das Schloss Oranienstein einzog, die beiden Kompanien ihr Quartier in der Stadt-Kaserne von Diez nahmen. In Andernach verblieb nur noch die Quartiermeisternachschubkompanie 934. Am 1. April 1959 wurde das Bataillon abermals umgegliedert in Materialbataillon 310. Aus der Quartiermeisternachschubkompanie 929 wurde die Quartiermeistermaterialkompanie 314 bzw. die Nachschubkompanie (Mat) 314 mit Standort weiterhin in der Stadt-Kaserne. Die Quartiermeisterinstandsetzungskompanie 939 verließ Diez und wurde der 10. Panzergrenadierdivision in Sigmaringen unterstellt. Die bisher in Andernach verbliebene Quartiermeisternachschubkompanie 934 wurde nach Diez verlegt und erhielt die neue Bezeichnung als Betriebsstoffkompanie 313 bzw. Nachschubkompanie 313 (Bstf). Der Stab des Materialbataillons 310 blieb im Schloss Oranienstein. Am 1. Juli 1960 konnten das Materialbataillons 310 mit seinen Einheiten in die neue Freiherr-vom-Stein-Kaserne in Diez einziehen. Am 1. April 1962 wurde aus dem Materialbataillon 310 das Nachschubbataillon 310. Im Jahr 2002 wurde das Bataillon schließlich aufgelöst und zur Aufstellung des Logistikregiments 46 in Diez herangezogen.
In der Kaserne erlebte am 1. März 1958 das Quartiermeisterregiment 902 seine Geburtsstunde. 1959 wird es in Transportregiment 2 umbenannt, dem II. Korps unterstellt und in die Luitpold-Kaserne nach Dillingen an der Donau verlegt.
Das Stabs- und Fernmeldebataillon 5 war am 1. August 1956 in Grafenwöhr als Panzerfernmeldebataillon 5 entstanden und am 8. März 1957 nach Niederlahnstein verlegt worden. Im Oktober 1957 bezog es die Falckenstein-Kaserne in Koblenz-Lützel. Ab 1. April 1959 erhielt die Einheit den Namen „Fernmeldebataillon 5“. Im März 1969 wurde es in die Wilhelm-von-Nassau-Kaserne verlegt. Es blieb hier bis zum 30. September 1993. Mit dem Ende des Kalten Krieges wurde das Bataillon am 1. Oktober 1993 mit dem Fernmeldebataillon 330 zum Stabs- und Fernmeldebataillon 5 zusammengefasst sowie in der Fritsch-Kaserne in Koblenz untergebracht. Zum 1. November 1997 erfolgte eine weitere Verlegung nach Niederlahnstein in die Deines-Bruchmüller-Kaserne. Das Stabs- und Fernmeldebataillon 5 wurde in Niederlahnstein am 1. Juli 2003 zunächst in Fernmeldebataillon 283 umbenannt, erhielt aber bereits am 1. Oktober 2005 eine neue Bezeichnung als „Führungsunterstützungsbataillon 283“. Am 31. März 2015 erfolgte schließlich die Auflösung.
Die 1960 in der Falckenstein-Kaserne in Koblenz aufgestellte Fernmeldeausbildungskompanie 3/5 wurde im März 1969 mit dem Fernmeldebataillon 5 in die Wilhelm-von-Nassau-Kaserne verlegt. Am 1. Juli 1979 erfolgte die Umbenennung in Fernmeldeausbildungskompanie 1/5. Die Kompanie wurde mit Aufgabe der Wilhelm-von-Nassau-Kaserne 1993 aufgelöst.
Mit dem Auszug der Fernmelder hatten die letzten Soldaten den Standort Wilhelm-von-Nassau-Kaserne in Diez verlassen, so dass die Kaserne zum 31. Dezember 1993 geschlossen wurde.
Für die medizinische Versorgung war am Standort der Sanitätsbereich 41/2 mit Material ausgestattet.

## Konversion
Nach dem Abzug der Bundeswehr begann die Konversion des ehemaligen Kasernengeländes. Die Stadt und die Verbandsgemeinde Diez schlossen am 30. Dezember 1994 Kaufverträge über insgesamt 30.314 Quadratmeter ab. Eine Augenoptikerschule erwarb schließlich die verbliebenen 22.004 Quadratmeter.
Die Stadt Diez stellte einen Bebauungsplan „Wilhelm-von-Nassau-Kaserne“ auf, der am 2. Juli 1997 in Kraft trat.
Im Plangebiet wurden eine Waldorfschule und Waldorfkindergarten errichtet und eine private Augenoptikerschule eingerichtet. Die Stadt Diez schuf ein Jugendzentrum und ein Vereinshaus. Die Verbandsgemeinde nutzte Flächen für die Unterbringung der Feuerwehr um. Es entstanden ferner eine Energiezentrale, ein Fort- und Weiterbildungszentrum, ein Job-Center und Sozialwohnungen.
Zur Finanzierung dieser Maßnahmen steuerte das Land Rheinland-Pfalz 4,123 Millionen DM, der Bund 1,445 Millionen DM, der Rhein-Lahn-Kreis 134.776 DM und die Stadt Diez 5,275 Millionen DM bei. Insgesamt flossen mehr als 12,875 Millionen DM aus öffentlichen Haushalten in die Umnutzung.